# Tamara Rojo
Tamara Rojo (Mont-real, 1974) és una ballarina espanyola de dansa clàssica.

## Biografia
Nasqué al Canadà filla de pares espanyols, que es van traslladar a Espanya quan Tamara tenia quatre mesos. Començà els seus estudis de dansa als 10 anys en la Companyia de Víctor Ullate a Madrid, finalitzant els seus estudis al costat de David Howard i Renatto Paroni.
Tamara va romandre a la Companyia de Dansa de Víctor Ullate de 1991 a 1996. Als 20 anys fou contractada pel Galina Samsova per entrar a formar part del Ballet d'Escòcia, per posteriorment passar a ser primera ballarina de Ballet Nacional Anglès (ENB) el 2000.
El 2002 li fou concedida la Medalla d'Or al Mèrit en Belles Arts per part del Consell de Ministres del Govern espanyol. El 2005 fou guardonada amb el Premi Príncep d'Astúries de les Arts al costat de Maia Plissétskaia.